# Ihr Tore zu Zion, BWV 193
Ihr Tore zu Sion, BWV 193 (Portes de Sió), és una cantata de Johann Sebastian Bach per a la constitució del Consistori, estrenada a Leipzig probablement el 25 d'agost de 1727.

## Origen i context
L'autor, desconegut, empra els versicles dels salms en els primers quatre números: 87, 2; 121, 4; 65, 3 i 9, 8, respectivament. És una paròdia de la cantata profana composta el mateix any, BWV 193a, amb motiu de l'onomàstica de Frederick August I, príncep elector de Saxònia i rei de Polònia; probablement, atès el seu estil, les dues cantates provinguin d'una més antiga de l'època de Köthen. Ha arribat molt fragmentada i només s'han conservat les partitures dels oboès i de les veus solistes, cosa que n'ha fet molt problemàtica la seva reconstrucció. De la versió profana, amb llibret de Picander i onze números, s'aprofita la música dels números 1, 7 i 9 per als moviments 1, 3 i 5, respectivament. El text fa moltes referències a la protecció de Déu sobre els pobles i els governs, d'acord amb la constitució del nou Consistori de Leipzig que arriba a comparar amb la nova Jerusalem. Es conserven altres cinc cantates compostes amb motiu de la constitució d'un nou Consell Municipal: BWV 29, BWV 69, BWV 71, BWV 119 i BWV 120.

## Anàlisi
Obra escrita per a soprano, contralt i cor; dos oboès, corda i baix continu. Consta de cinc números
1. Cor: Ihr Tore zu Sion (Portes de Sió)
2. Recitatiu (soprano): Der Hüter Israels entschläft noch schlummert nicht (El guardià d'Israel no dorm ni descansa.)
3. Ària (soprano): Gott, wir danken deiner Güte (Senyor, agraïm les teves mercès)
4. Recitatiu (contralt): O Leipziger Jerusalem, vergnüge dich an deinem Feste (Oh Leipzig, nova Jerusalem, Gaudeix de la teva festa!)
5. Ària (contralt): Ihr Tore zu Zion, ihr Wohnungen Jakobs, freuet euch! (Envia'ns, Senyor, la teva benedicció)

El cor inicial està estructurat en tres parts, introduït per un ritornello concertant de tota l'orquestra. Un recitatiu secco de soprano introdueix l'ària, també de soprano, del tercer número amb l'acompanyament de l'oboè i una aire de dansa molt marcat. L'altre solista, el contralt, intervé ara amb un recitatiu secco i una ària, amb una participació virtuosística de l'oboè, que clou la cantata, que té una durada aproximada de vint minuts.

## Discografia seleccionada
Les gravacions integrals de Nikolaus Harnoncourt i Gustav Leonhardt per a Teldec, de John Eliot Gardiner per a Soli Deo Gloria ni la de Masaaki Suzuki per a BIS inclouen aquesta cantata.
- J.S. Bach: Complete Cantatas Vol. 19. Ton Koopman, Amsterdam Baroque Orchestra & Choir, Caroline Stam, Michael Chance. (Challenge Classics), 2006.
- J.S. Bach: Church Cantatas Vol. 58. Helmuth Rilling, Bach-Collegium Stuttgart, Gächinger Kantorei Stuttgart, Arleen Augér, Julia Hamari. (Hänssler), 1999.